# Adams (Oregon)
Adams – miasto w Stanach Zjednoczonych, w północnej części stanu Oregon, w hrabstwie Umatilla.